# 1426年
| 千纪： | 2千纪 |
| 世纪： | 14世纪 \| 15世纪 \| 16世纪                                                                                 |
| 年代： | 1390年代 \| 1400年代 \| 1410年代 \| 1420年代 \| 1430年代 \| 1440年代 \| 1450年代                           |
| 年份： | 1421年 \| 1422年 \| 1423年 \| 1424年 \| 1425年 \| 1426年 \| 1427年 \| 1428年 \| 1429年 \| 1430年 \| 1431年 |
| 纪年： | 丙午年（马年）；明宣德元年；陳暠天慶元年；日本應永三十三年                                                 |

## 大事记
- 中國貴州侗族發生银总起义。
- 高煦之亂，漢王朱高煦謀反，被明宣宗朱瞻基平定。
- 孟養侯德多起兵攻打格禮傑當紐，格禮傑當紐不敵走死於外，德多成為新的國王，即孟養王，建立了孟養王室統治的新王朝。

## 出生
- 聖女貞德1月6日

## 逝世
- 朱高煦，明成祖朱棣第二子，封漢王。
- 朱瞻圻，漢王朱高煦的嫡次子。
- 朱瞻坦，漢王朱高煦的嫡三子。
- 格禮傑當紐，緬甸阿瓦王朝君主。